# أندرونيقوس الرودسي
أندرونيقوس الرودسي (القرن الأول قبل الميلاد) هو فيلسوف يوناني مشائي، من أهل رودس.
كان الزعيم الحادي عشر على اللوقيون بعد أرسطو. يقال أنه أعاد نشر وترتيب بعض مؤلفات أرسطو في روما نحو سنة 60 ق م.